# Las Palmas, Xilitla
Las Palmas är en ort i Mexiko.   Den ligger i kommunen Xilitla och delstaten San Luis Potosí, i den sydöstra delen av landet, 210 km norr om huvudstaden Mexico City. Las Palmas ligger 130 meter över havet och antalet invånare är 104.
Terrängen runt Las Palmas är huvudsakligen kuperad, men söderut är den bergig. Las Palmas ligger nere i en dal. Runt Las Palmas är det tätbefolkat, med 476 invånare per kvadratkilometer. Närmaste större samhälle är Tamazunchale, 12,2 km sydost om Las Palmas. I omgivningarna runt Las Palmas växer i huvudsak städsegrön lövskog.